# Linophryne quinqueramosa
Linophryne quinqueramosa är en fiskart som beskrevs av Charles William Beebe och Crane, 1947. Linophryne quinqueramosa ingår i släktet Linophryne och familjen Linophrynidae. Inga underarter finns listade i Catalogue of Life.